# 死亡權

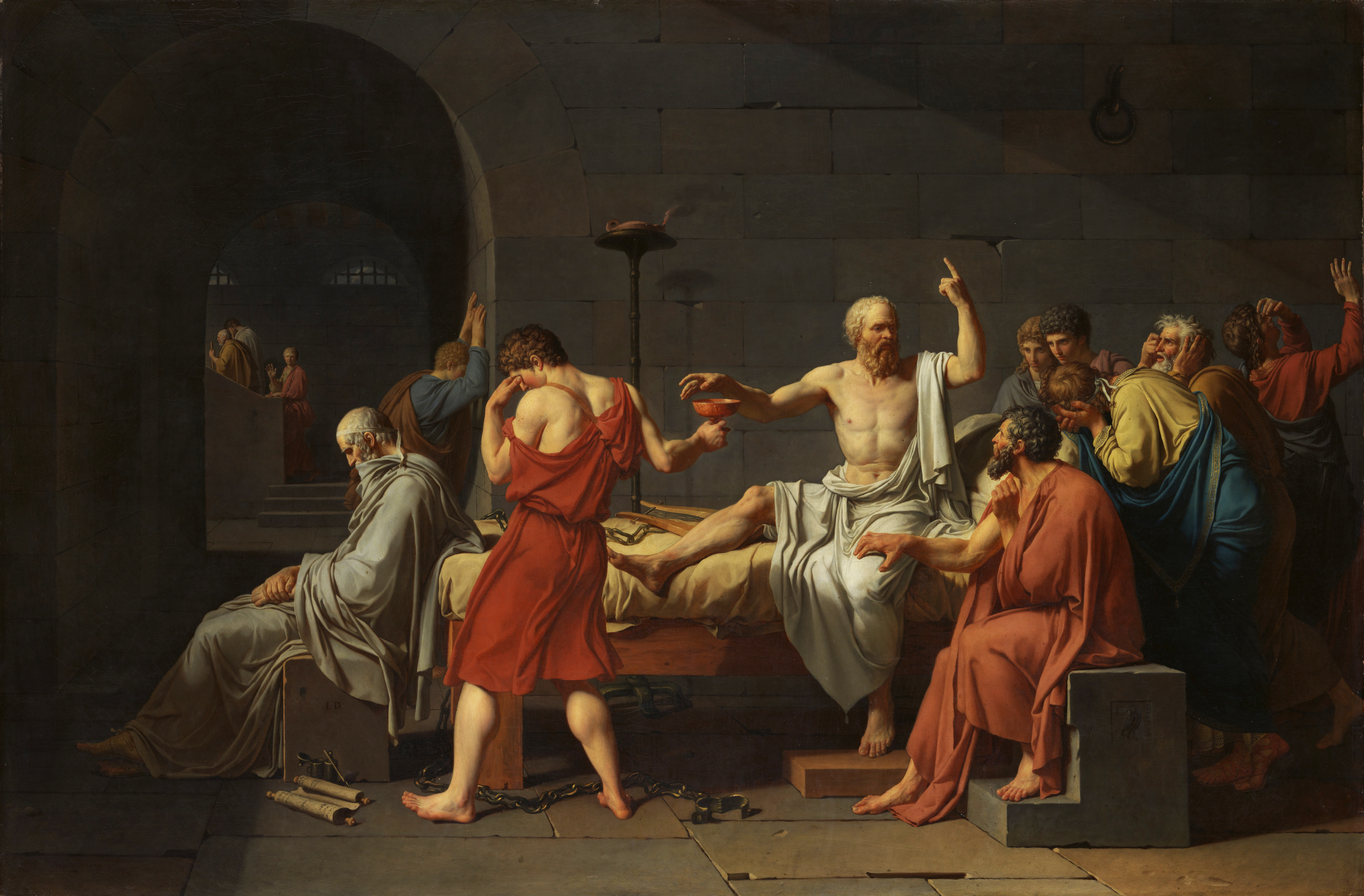
蘇格拉底之死

死亡權（英文：right to die）是一種人權概念，認為人類有權終結自己的生命或自願安樂死。通常的理解是，一個患有末期絕症的人，或完全沒有繼續生活意願的人，應該有權通過協助自殺、拒絕接受生命延續醫療照護等方式自我了結。死亡權受到廣泛爭議；爭論焦點集中在此權是否存在，和什麼人有權作出自殺決定。
有一些學者和哲學家，例如大衛·貝納塔，認為人類對自己未來生活品質和生活的好處過度樂觀。這種觀點可以從反出生主義的角度來理解：沒有人可以決定自己是否出生，所以人應該可以（或不可以）對自己的生死行使決定權。
死亡權的支持者通常將其與自我所有權綁定在一起：人們的身體屬於自己，所以他們可以隨意處置。但是，也經常有人提出一種觀點：阻止非理性的自殺事關國家利益。例如，Pilpel 和 Amsel 寫道：

現代支持「理性自殺」或「死亡權」的人都認同「理性」是很重要的一環。意思是，自殺決定必須是本人獨立的意願（例如，若有醫生或家人對他施壓要自殺以「做正確的事」，那就不算），也必須「考慮當下情況，符合本人的最佳利益」（斯多葛主義和功利主義都對此有不同定義），還有眾多其他條件：比如說必須是一貫的決定、不是衝動行事、也不是精神障礙、要慎重考慮，等等。

印度教認為受終疾折磨的人和已經完全失去慾望、野心和責任的人都有權自殺，但只能用非暴力的方法（例如餓死，Prayopavesa）。耆那教也有一種類似的作法：萨恩塔拉。其他宗教對死亡權的看法不一。例如，天主教認為自殺是嚴重的罪。

## 伦理学观点
对生命价值的重视引领了医学的进步，新的医学器械和更加精细的临终关怀显著延长了人类的寿命。鉴于医学领域的发展，那些失去意识、意识微弱或是处于植物状态的病人可以完全借助外界提供的辅助措施来满足基础的生存需求（如饮食和呼吸）。然而，医学的发展也引发了对无意识病人生存质量的探讨。例如，假如人们认同个人有自我决定的权利，那么这就不可避免的与生命的神圣性质发生冲突，因为假如一个人有权生存，那么他也应有权赴死。关于生存权和死亡权能否共存的问题存在许多争论。假如人们认同生存的权利是不可剥夺的，也就是说生命不可被放弃，那么它就无法与死亡权相容。此外还有关于生物伦理学的问题：死亡权在任何时候都有效吗，还是说只在特定情况下（例如患有绝症）才被承认？有人认为“生存的权利”并不等同于“生存的责任”，如果根据这个观点，生存的权利可以与死亡权共存。
支持死亡权的观点包括：
1. 如果人有生存的权利，那么他必然也拥有死亡的权利。
2. 死亡是自然的过程，因此不该有法律来禁止病人寻求死亡的行为。
3. 我们在生命终点所做的事不必考虑他人。
4. 假如对安乐死控制得当，我们将可以避免由此引发的滑坡谬误，并防止有自杀意愿的病人寻求某些非法的替代手段来达成目标。

反对死亡权的观点包括：
1. 对死亡权的认可会引发滑坡谬误，可能会造成许多意想不到的严重后果。
2. 死亡权会给那些期望了结生命的人以及执行这一过程的人带来额外压力，这在人道和医学标准而言都是不道德的。
3. 允许自杀是一种“抛弃”对社会无用的人的行为。
4. 对死亡权的认可会促使人们期望临终患者行使这项权利，从而导致姑息性治疗和临终关怀的减少。[5][9]

蒙大拿的一家法庭曾作出裁判，认为死亡权仅适用于那些受重大疾病影响而危及生命的患者。医学协助自杀的倡议者路德维希·米内利，安乐死专家肖恩·W·阿舍以及生物伦理学教授雅各布·M·阿佩尔反对法庭的这个判决，他们认为所有能自主作出判断的人都有权结束自己的生命。阿佩尔认为，对死亡权的承认是对社会整体自由程度的体现。 社会工作学教授亚历山大·巴里尔倡导建立一种“基于减少危害，非强制性的自杀方法”，他认为“辅助自杀应当作为有自杀倾向的人的一种选择”。巴里尔论证说，自杀倾向者的声音往往被视为非法，并且来自“继续生存和面向未来的强制要求”对自杀者造成了压迫，迫使他们沉默。 巴里尔建议使用“自杀主义”一词来描述上述系统（基于反自杀的视角）在规范性、话语权、医学、法律、社会、政治、经济以及认知层面对自杀倾向者造成的不公正与暴力行为。他认为我们应当为自杀倾向者建立一个安全空间，以更好的倾听他们的想法，而不是将“生存意愿”强加于他们。
1991年，美国国会通过了患者自决法案，该法案允许老年医疗照料/医疗辅助患者（也即暗示了所有的“临终”患者）预先签署一份指令，他们可在其中选择拒绝生命延长或救助措施，从而接受注定的死亡。根据这项法案以及基于州政府法律（例如德克萨斯州的TADA）的执行程序，对治疗行为的拒绝可能并不需要证明“治疗的无效性”。

### 案例
- 华盛顿诉格鲁克斯伯格案（英语：Washington v. Glucksberg）
- 瓦科诉奎尔案（英语：Vacco v. Quill）

### 法案
- 德克萨斯州预先指示法案（英语：Texas Advance Directives Act）
- 华盛顿州尊严死亡法案（英语：Washington Death with Dignity Act）
- 俄勒冈州尊严死亡法案（英语：Oregon Death with Dignity Act）

### 团体
- 同情与选择 (俄勒冈)（英语：Compassion & Choices）
- 尊严死亡国家中心（英语：Death with Dignity National Center）
- 迪格尼塔斯 (瑞士非营利组织)（英语：Dignitas (Swiss non-profit organisation)）
- 退出 (死亡权利组织)（英语：Exit International）
- 世界死亡权利协会联合会（英语：World Federation of Right to Die Societies）
- 最终退出网络（英语：Final Exit Network）

### 电影
- 纪录片《如何死在俄勒冈州（英语：How to Die in Oregon）》
- 纪录片《自杀游客（英语：Right to Die?）》
- 剧情片《深海长眠》

### 书籍
- 《最终退出（英语：Final Exit）》

### 个人
- 伊丽莎白·布维亚（英语：Elizabeth Bouvia）
- 埃卢安娜·恩格拉罗（英语：Eluana Englaro）
- 爱德华·布朗杰斯马（英语：Edward Brongersma）
- 贝蒂和乔治·库比亚斯（英语：Betty and George Coumbias）
- 大卫古道尔（植物学家）（英语：David Goodall (botanist)）
- 迪哈斯· 哈柏特格里斯（英语：Death of Tirhas Habtegiris）
- 德里克·汉弗莱（英语：Derek Humphry）
- 理查德·赫克斯特布尔（英语：Richard Huxtable）
- 杰克·凯沃基安
- 布列塔尼·梅纳德（英语：Brittany Maynard）
- 菲利普·尼奇克（英语：Philip Nitschke）
- 哈利·普特（英语：Haleigh Poutre）
- 戴安娜·普丽提（英语：Diane Pretty）
- 凯伦·安·昆兰（英语：In re Quinlan）
- 苏·罗德里格斯（英语：Sue Rodriguez）
- 特丽·夏沃
- 拉蒙·桑佩德罗（英语：Ramón Sampedro）
- 皮尔乔吉奥·韦尔比（英语：Piergiorgio Welby）

### 其它
- 自杀拥护（英语：Advocacy of suicide）
- 协助自杀
- 生物伦理学/医学伦理学
- 身体完整性
- 拒绝心肺复苏术
- 临终关怀 (EoLC)（英语：End-of-life care）
- 安乐死
- 强迫喂食
- 自由意志
- 选择的自由（英语：Freedom of choice）
- 自杀哲学（英语：Philosophy of suicide）
- 生命权
- 任由死亡（英语：Letting die）
- 预先医疗指令（英语：Advance healthcare directive）
- 绝症